# Baillou
Baillou és un municipi francès, situat al departament del Loir i Cher i a la regió de Centre – Vall del Loira. L'any 2007 tenia 246 habitants.

## Demografia

### Població
El 2007 la població de fet de Baillou era de 246 persones. Hi havia 92 famílies, de les quals 20 eren unipersonals (12 homes vivint sols i 8 dones vivint soles), 32 parelles sense fills, 32 parelles amb fills i 8 famílies monoparentals amb fills.
La població ha evolucionat segons el següent gràfic:
Habitants censats

### Habitatges
El 2007 hi havia 145 habitatges, 98 eren l'habitatge principal de la família, 37 eren segones residències i 10 estaven desocupats. 143 eren cases i 2 eren apartaments. Dels 98 habitatges principals, 77 estaven ocupats pels seus propietaris, 18 estaven llogats i ocupats pels llogaters i 3 estaven cedits a títol gratuït; 1 tenia una cambra, 4 en tenien dues, 23 en tenien tres, 26 en tenien quatre i 45 en tenien cinc o més. 33 habitatges disposaven pel capbaix d'una plaça de pàrquing. A 44 habitatges hi havia un automòbil i a 51 n'hi havia dos o més.

### Piràmide de població
La piràmide de població per edats i sexe el 2009 era:
| Homes | Edats   | Dones |
| ----- | ------- | ----- |
| 0     | 95 o +  | 0     |
| 0     | 90 a 94 | 0     |
| 0     | 85 a 89 | 0     |
| 4     | 80 a 84 | 0     |
| 0     | 75 a 79 | 0     |
| 8     | 70 a 74 | 8     |
| 8     | 65 a 69 | 0     |
| 8     | 60 a 64 | 16    |
| 8     | 55 a 59 | 8     |
| 12    | 50 a 54 | 8     |
| 8     | 45 a 49 | 20    |
| 8     | 40 a 44 | 0     |
| 12    | 35 a 39 | 4     |
| 16    | 30 a 34 | 4     |
| 0     | 25 a 29 | 4     |
| 4     | 20 a 24 | 4     |
| 0     | 15 a 19 | 4     |
| 8     | 10 a 14 | 0     |
| 12    | 5 a 9   | 4     |
| 4     | 0 a 4   | 4     |

## Economia
El 2007 la població en edat de treballar era de 156 persones, 115 eren actives i 41 eren inactives. De les 115 persones actives 106 estaven ocupades (64 homes i 42 dones) i 9 estaven aturades (3 homes i 6 dones). De les 41 persones inactives 15 estaven jubilades, 15 estaven estudiant i 11 estaven classificades com a «altres inactius».

### Ingressos
El 2009 a Baillou hi havia 98 unitats fiscals que integraven 249 persones, la mediana anual d'ingressos fiscals per persona era de 17.693 €.

### Activitats econòmiques
Dels 8 establiments que hi havia el 2007, 2 eren d'empreses de construcció, 1 d'una empresa de transport, 2 d'empreses d'hostatgeria i restauració, 1 d'una empresa d'informació i comunicació, 1 d'una empresa de serveis i 1 d'una empresa classificada com a «altres activitats de serveis».
Dels 4 establiments de servei als particulars que hi havia el 2009, 1 era un guixaire pintor, 1 empresa de construcció i 2 restaurants.
L'any 2000 a Baillou hi havia 15 explotacions agrícoles que ocupaven un total de 1.400 hectàrees.

## Poblacions properes
El següent diagrama mostra les poblacions més properes.